# Parc national d'El-Kala
Le parc national d’El-Kala (en arabe : الحديقة الوطنية القالة), est un parc national algérien, situé près de la ville d'El Kala dans la wilaya d'El-Tarf, au nord-est de l'Algérie. Créé en 1983, il est bordé au nord par la mer Méditerranée et à l'est par la frontière tunisienne.
Il abrite de nombreux lacs et un écosystème unique dans le bassin méditerranéen. Le parc a été classé réserve de biosphère par l'UNESCO en 1990.

## Situation

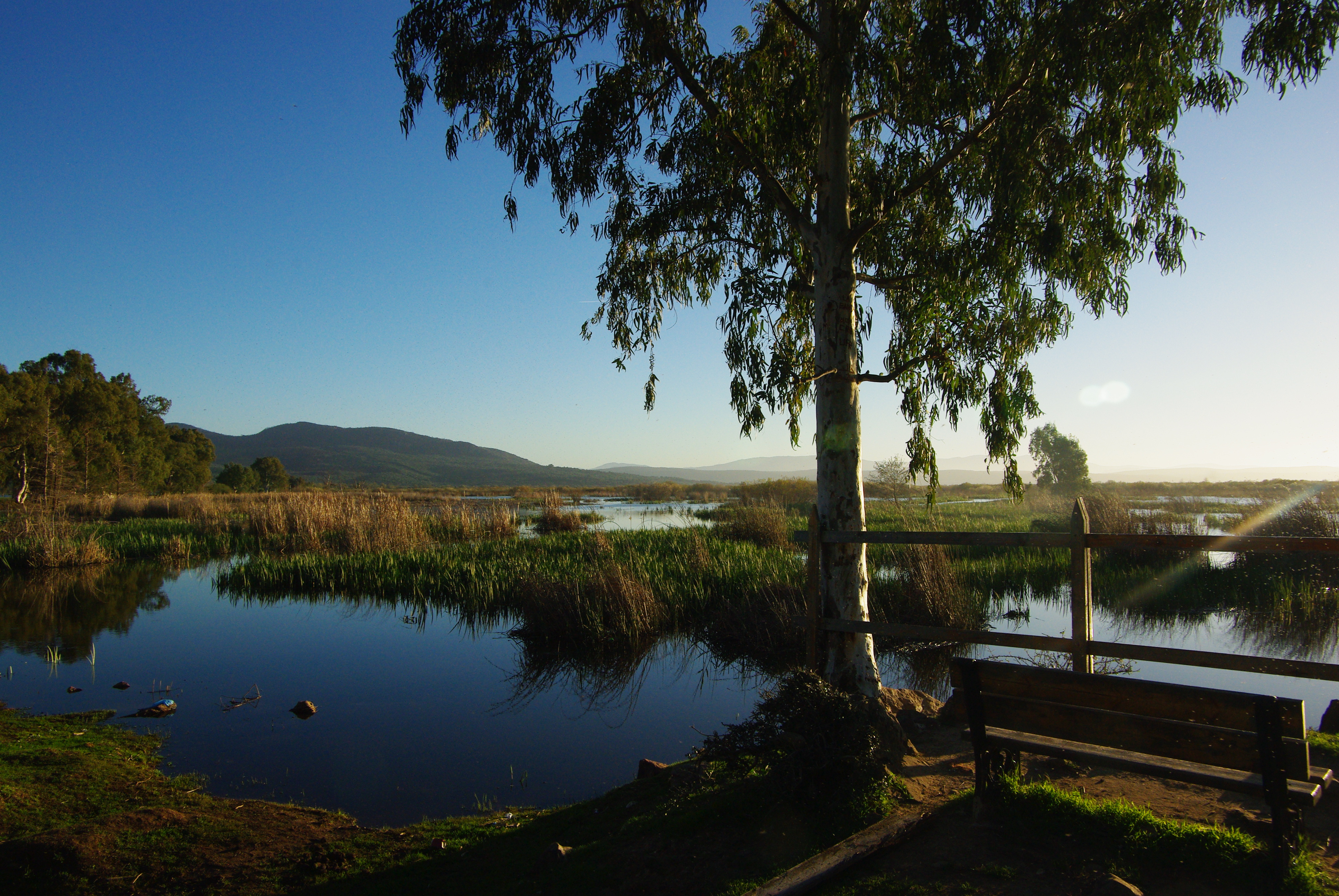
Lac Tonga.

Le parc est situé près de la ville d'El Kala dans la wilaya d'El-Tarf, à l'extrême nord-est de l'Algérie. Doté d'une superficie de 80 000 ha, il est bordé au nord par la mer Méditerranée et à l'est par la frontière tunisienne. Il englobe plusieurs lacs et divers marécages. Il fait partie intégrante de la chaîne de montagnes la Kroumirie et englobe huit communes frontalières. 
La partie centrale du parc, abrite trois lacs qui ont été classés zones humides d'importance internationale de la convention de Ramsar par l'Unesco en 1983 : le lac El Melah, le lac Oubeira et le lac Tonga.

## Histoire
Le parc est créé en 1983.
Le parc a été classé réserve de biosphère par l'UNESCO en 1990, soit la deuxième d'Algérie après celle de Tassili n'Ajjer.
En avril 2008, il est menacé par le tracé de l'autoroute Est-Ouest reliant la frontière tunisienne à la frontière marocaine qui prévoit de le traverser de part en part. Si elle venait à se réaliser, cette infrastructure aurait des conséquences désastreuses et irréversibles pour cet écosystème. Diverses actions sont entreprises pour détourner l'autoroute sur une variante de tracé contournant le parc plus au sud.
Durant le mois d'août 2022, plus de 10 000 ha (soit 1/8e) de la surface du parc ont brulé à la suite de la canicule.

## Vie sauvage
Le parc représente une zone humide qui possède une association d'écosystèmes originaux d'une richesse écologique importante. Le Fonds mondial de la nature a relevé la présence l'une des réservoirs de la biodiversité dans le bassin de la Méditerranée, de 450 espèces d'oiseaux, 305 de mammifères, 193 de poissons, 138 d'amphibies et de reptiles ainsi que 40 000 spécimens de végétaux.

### Flore
Le parc abrite la forêt-galerie de l'oued El Kebir, qui compte des arbres géants sur des deux rives, des tourbières dans les marais et des forêts de pins maritimes.

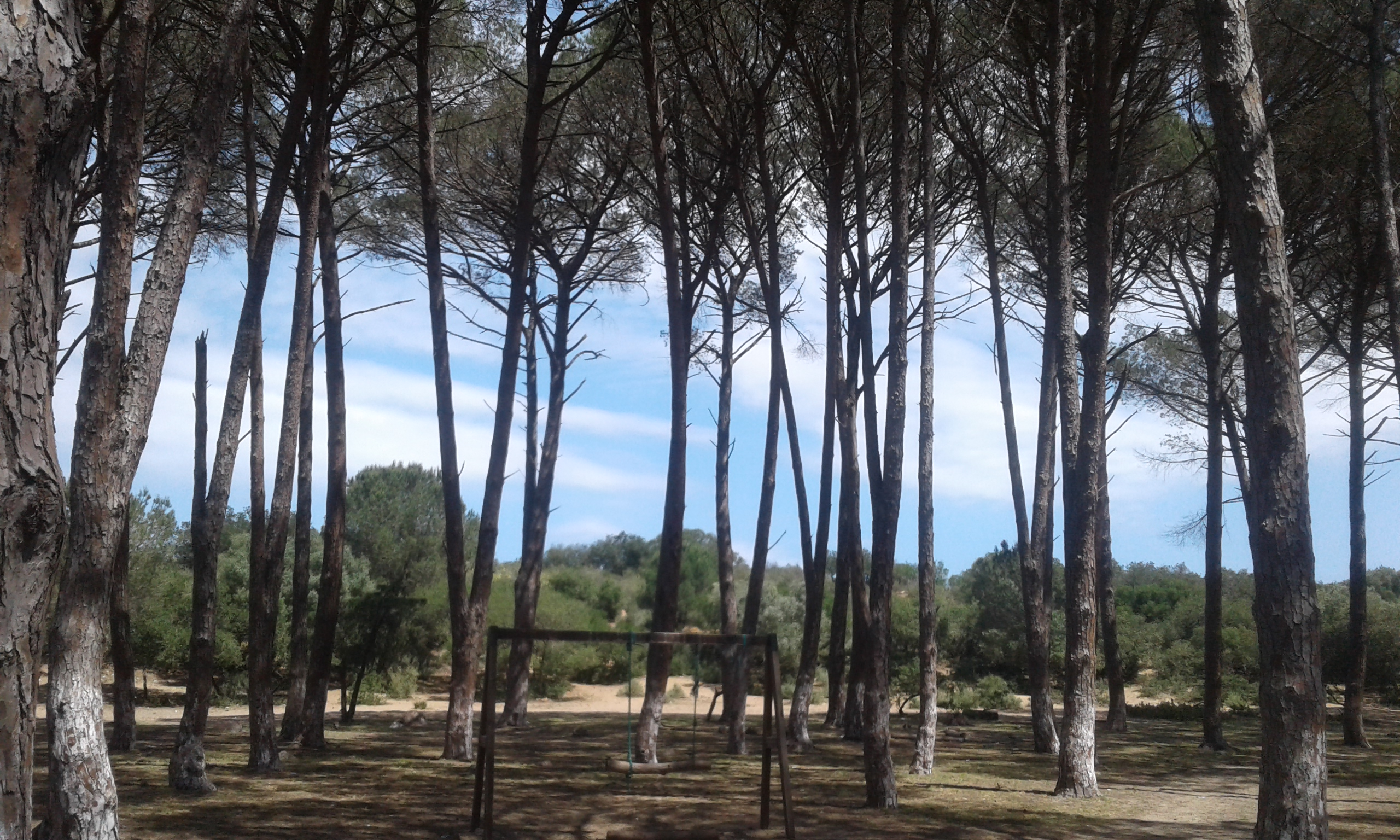
Pins maritimes.
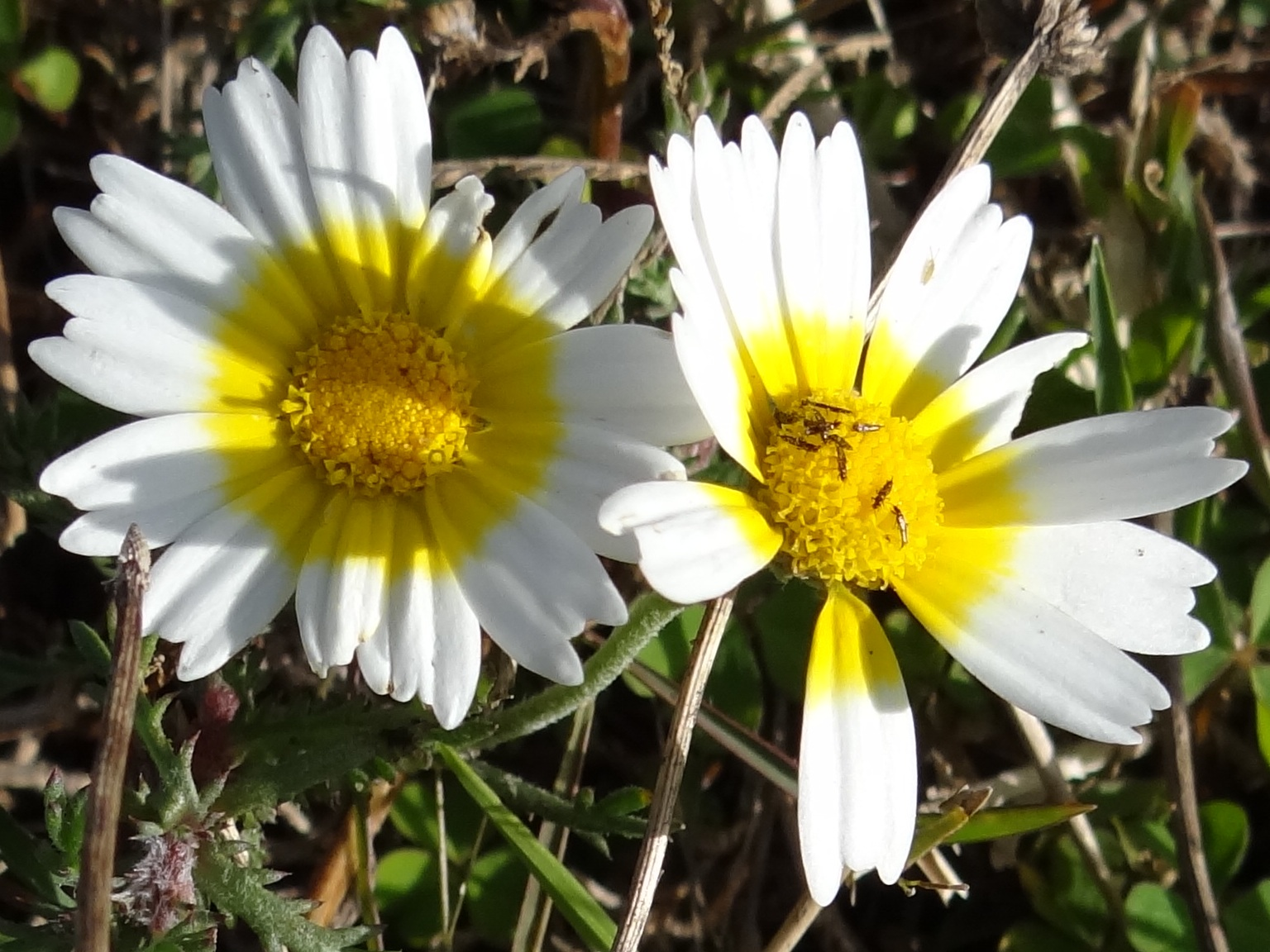
Chrysanthème couronné
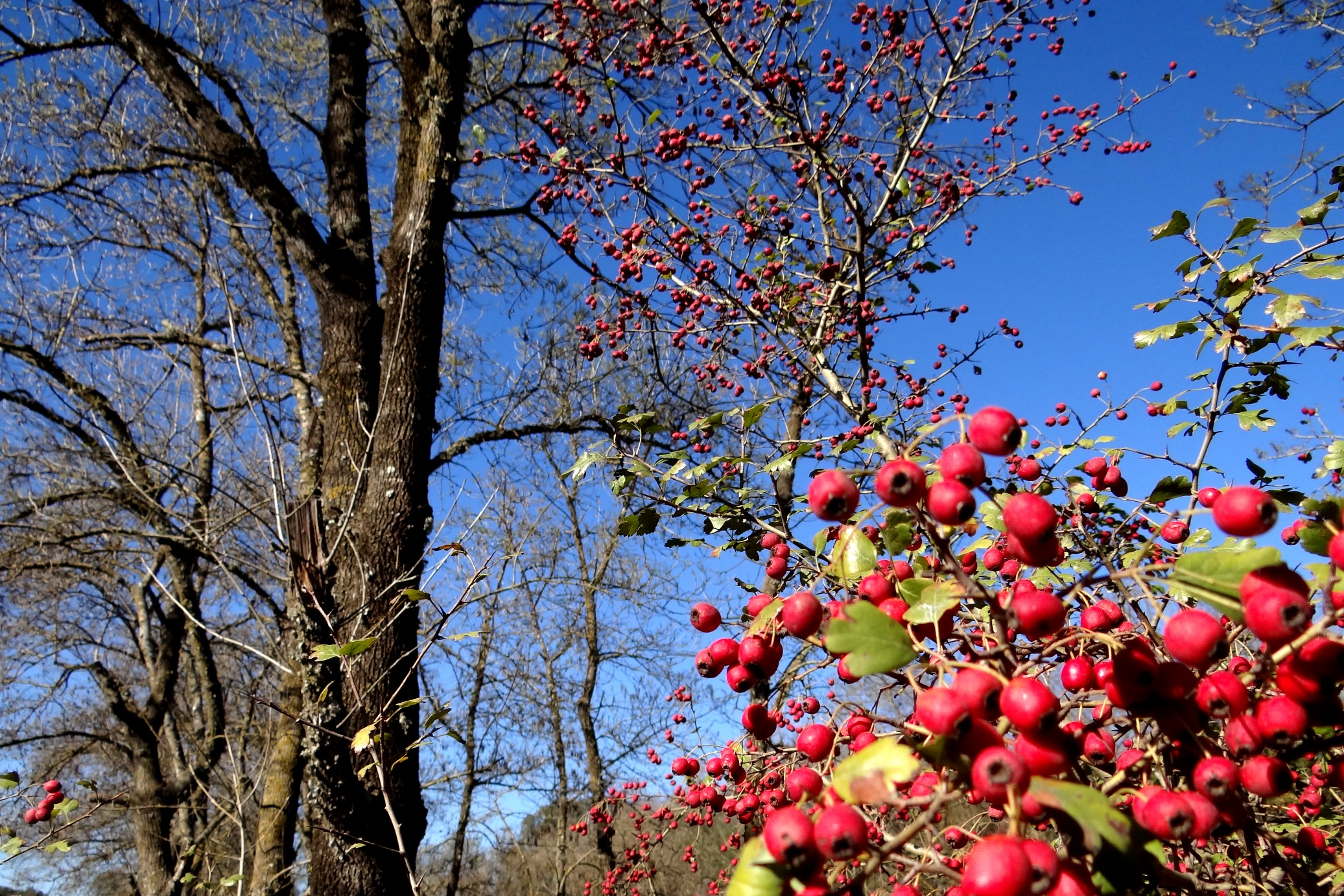
Aubépine à deux styles
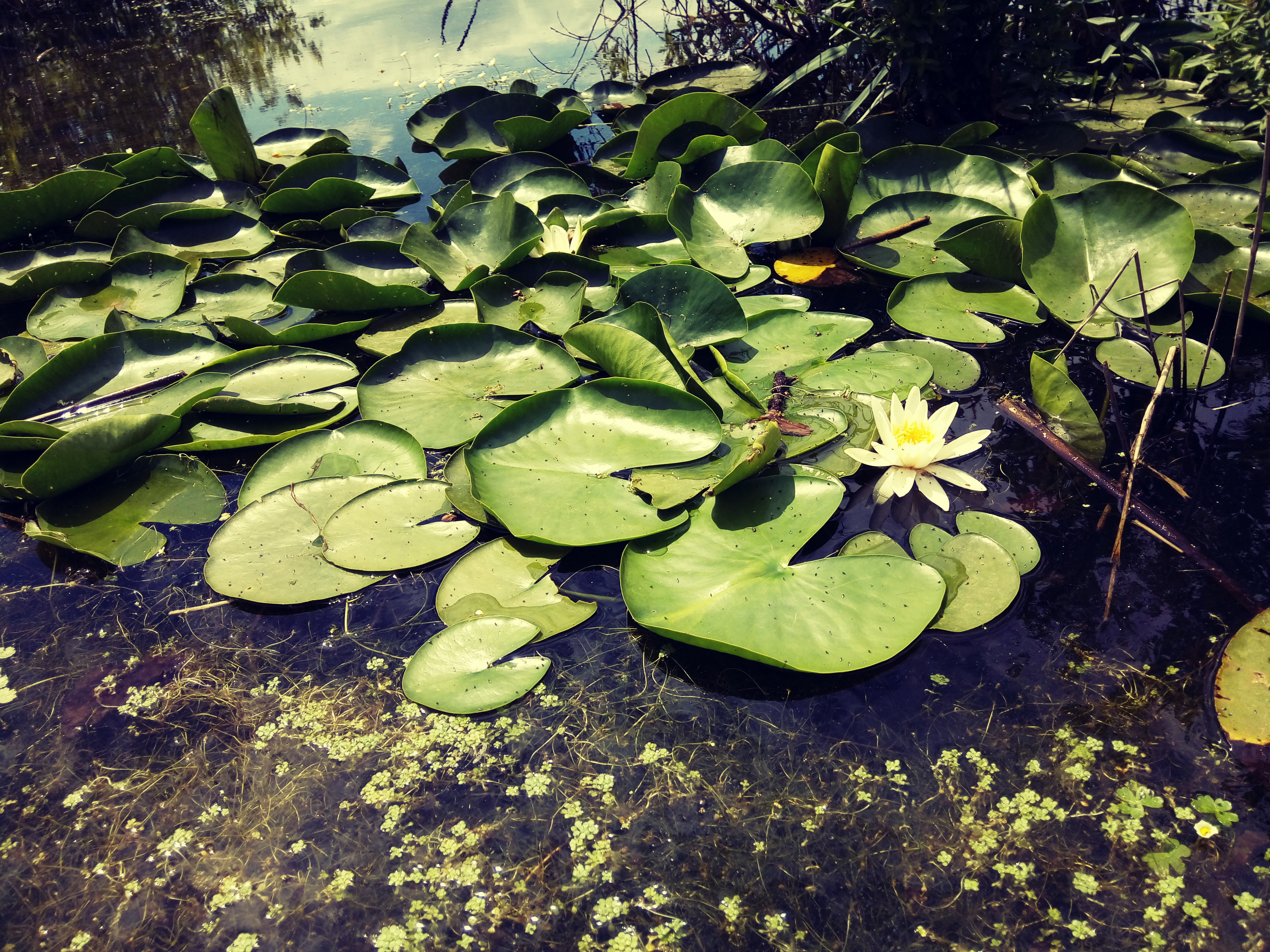
Marais

### Faune
Le parc abrite les espèces de mammifères suivantes :  le sanglier, le phoque moine, le porc-épic, la belette, la mangouste, la genette, la loutre, le cerf de Barabrie, le renard roux, l'hyène rayée, le lynx caracal.
Le parc abrite les espèces d'oiseaux suivantes : l'oie cendrée, l'érismature à tête blanche, le balbuzard pêcheur, la spatule blanche, la bondrée apivore et la buse variable.
Des insectes endémiques sont également présents ; notamment des colonies de libellules résiduelles.

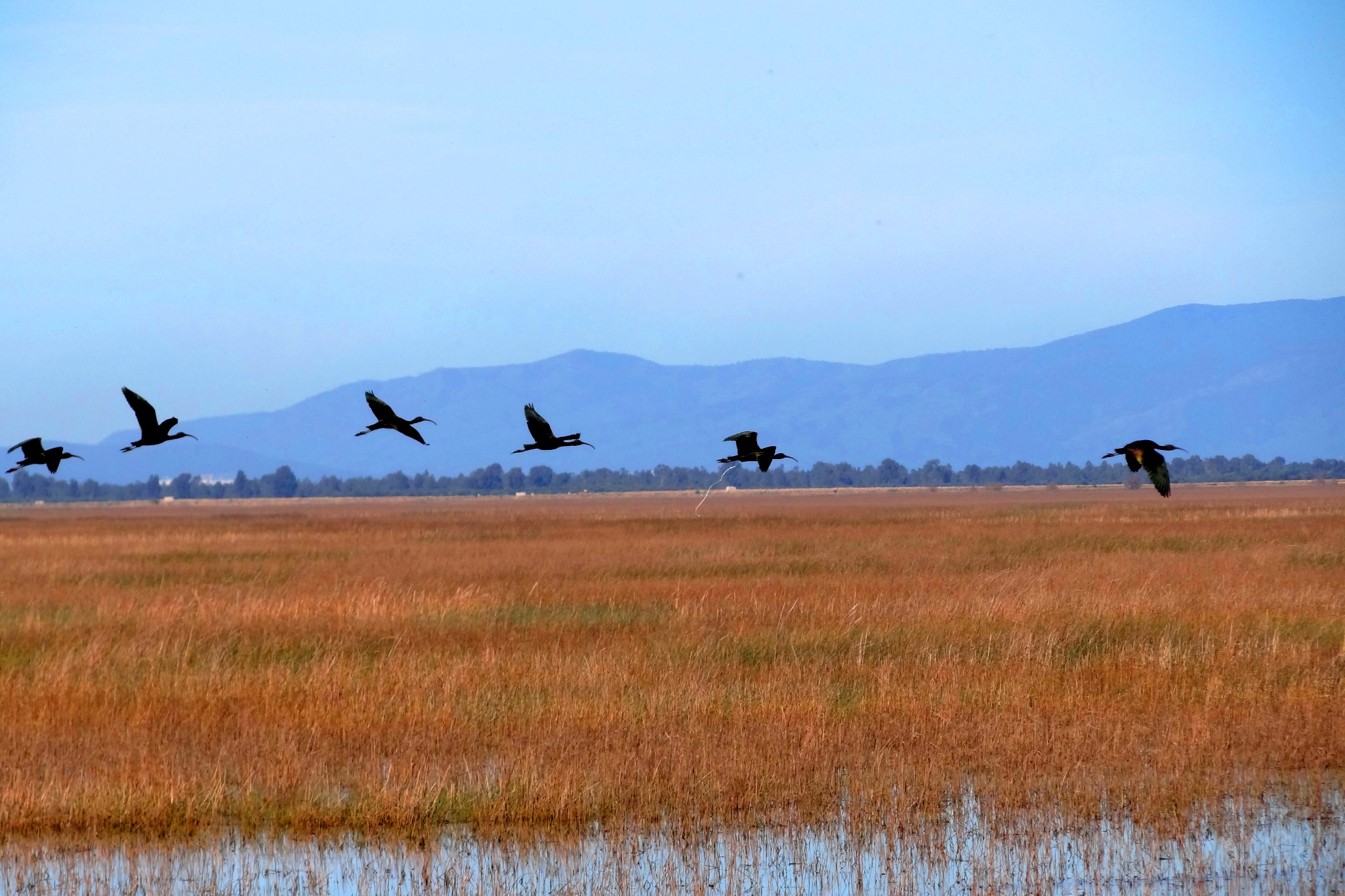
Groupe d'Ibis falcinelle.
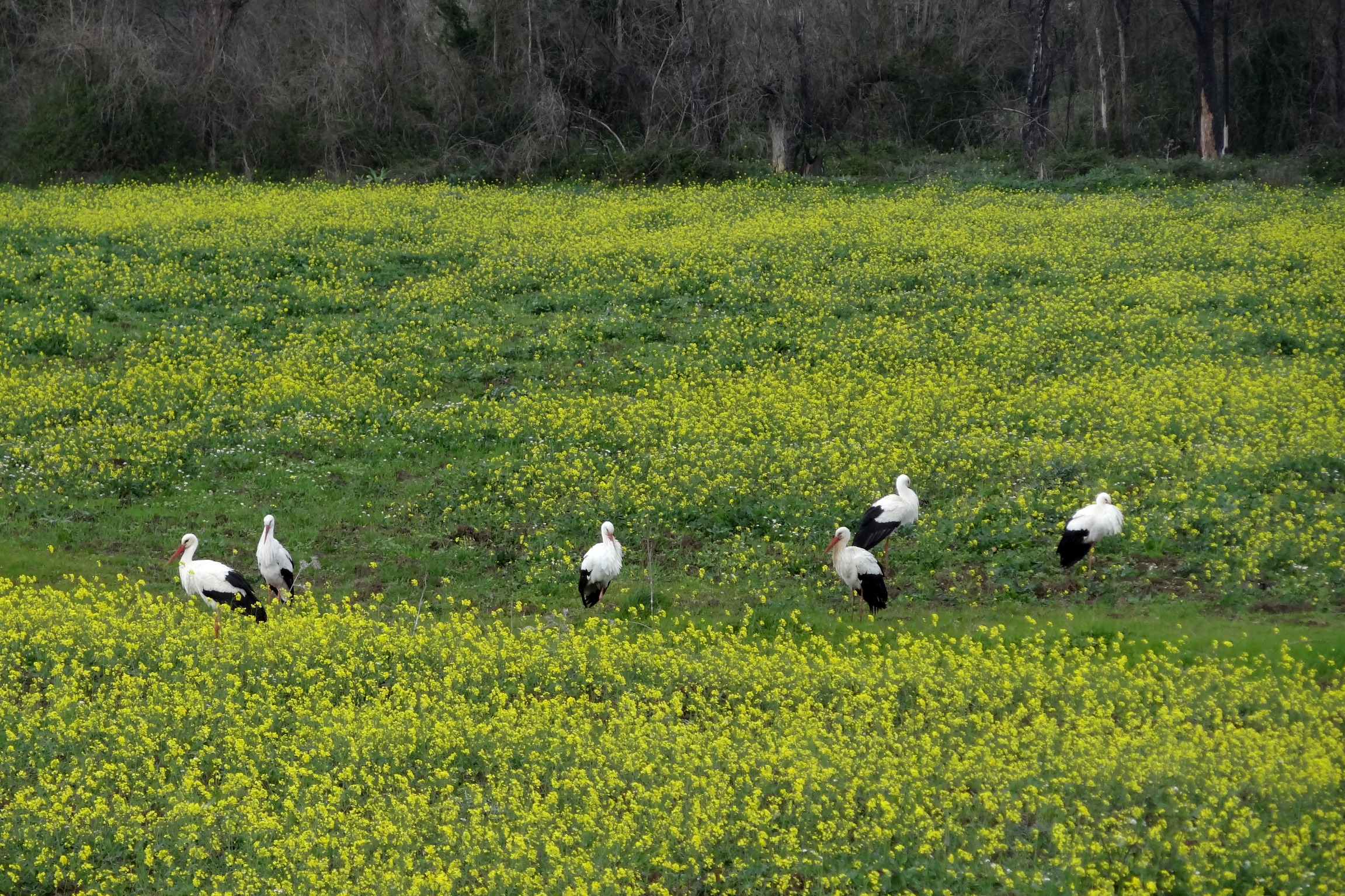
Cigogne blanche.
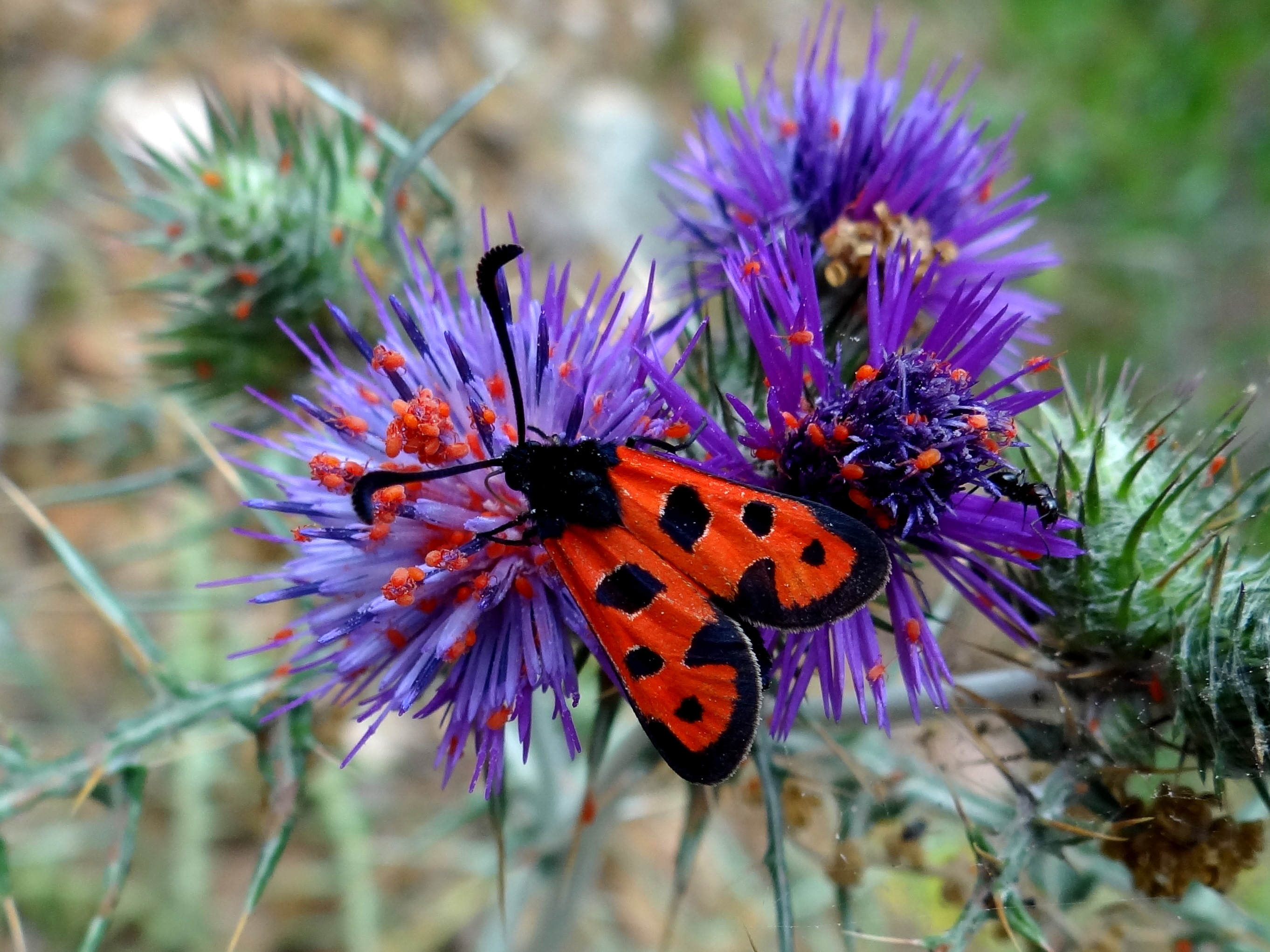
Zygène de la petite coronille.
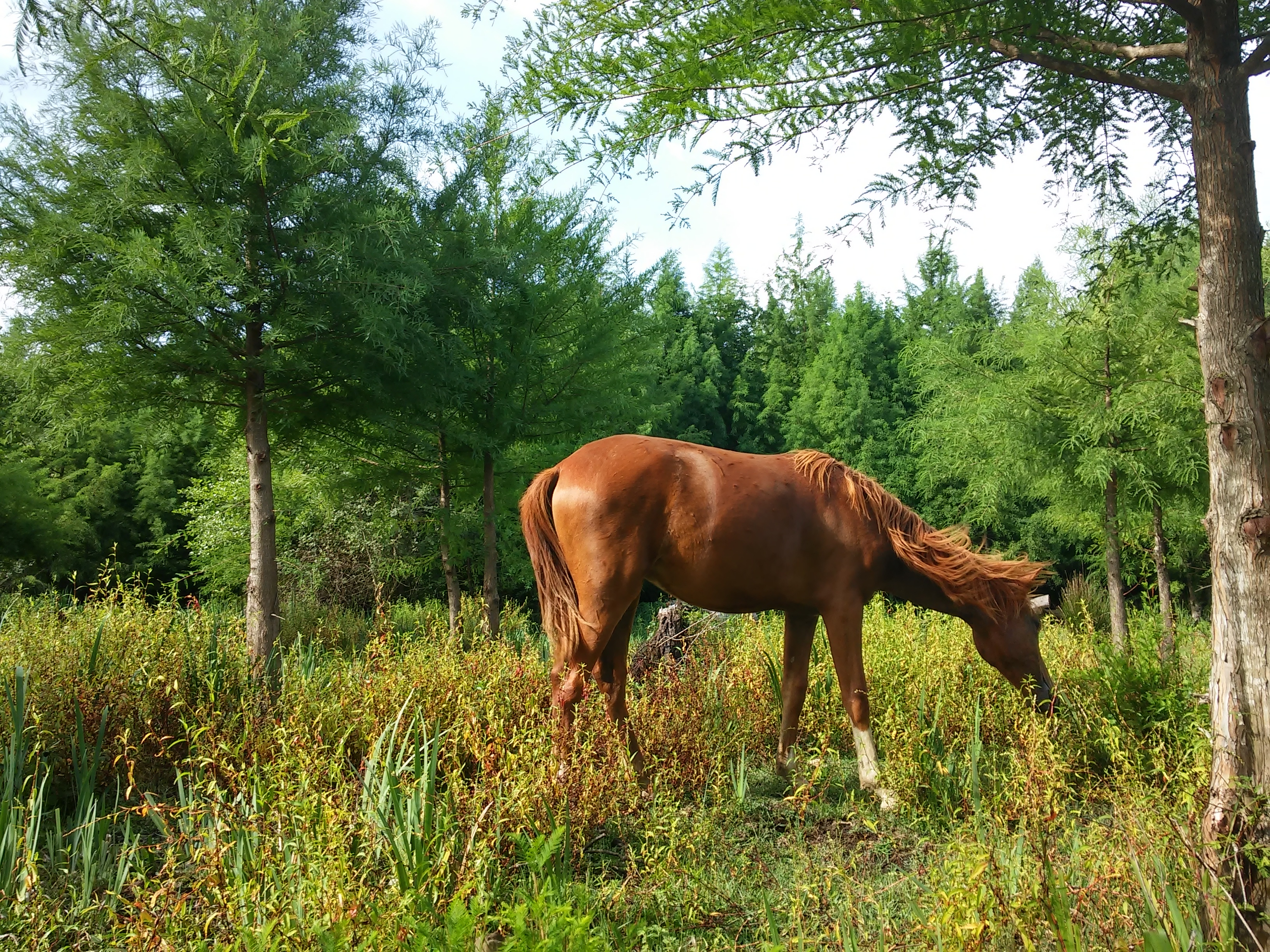
Cheval sauvage.
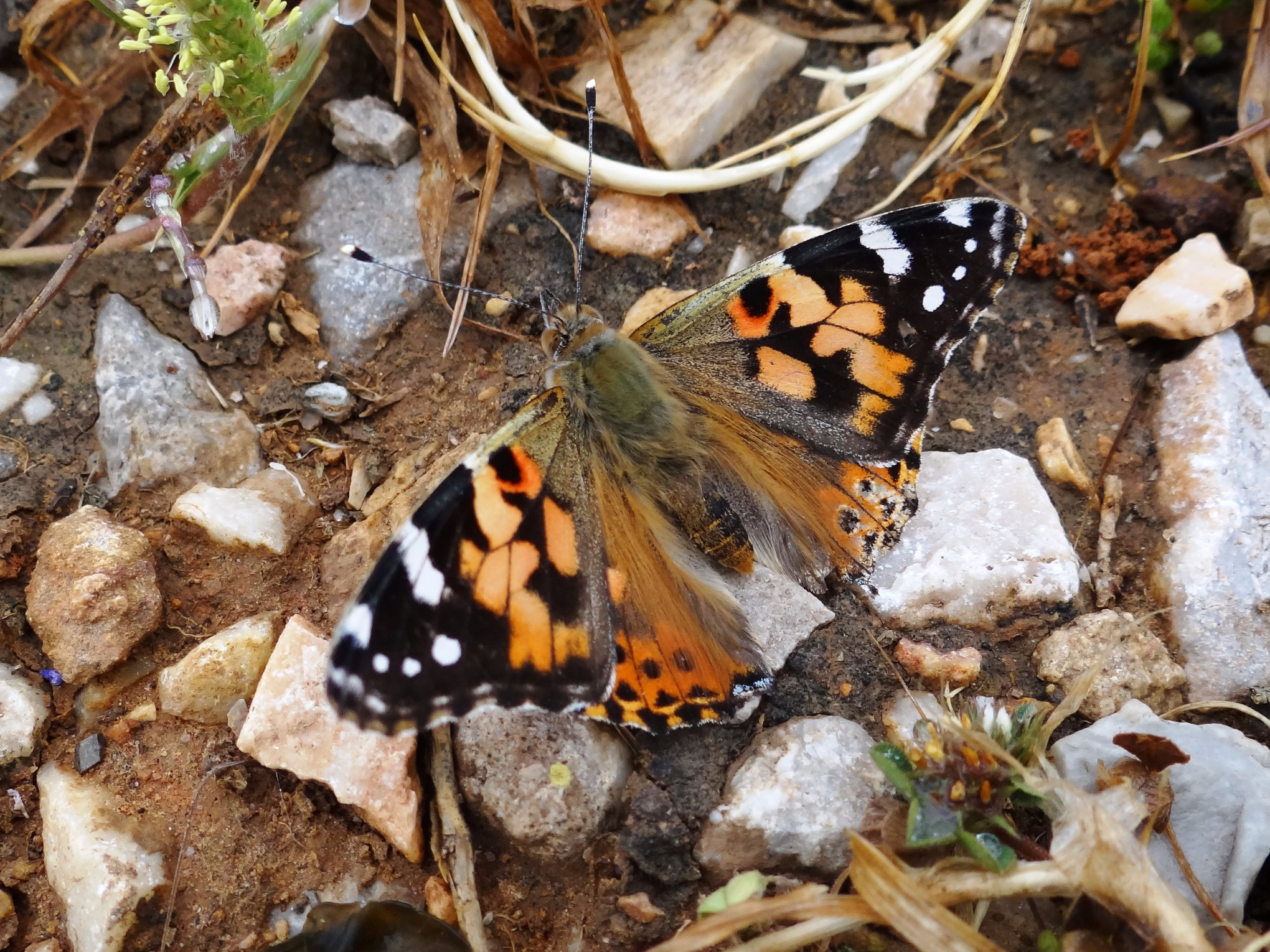
Vanesse du chardon.